# Andy Lau
Andy Lau Tak-Wah is een Kantonese popster uit Hongkong, filmacteur en filmproducent. Andy Lau werd geboren als Lau Fuk-Wing (Traditioneel Chinees: 劉福榮) op 27 september 1961 te Hongkong. Zijn jiaxiang is Guangdong, Xinhui, Hetang, Leibu 廣東省新會縣荷塘鎮雷步村.

## Filmcarrière
Andy Lau is de meest commercieel succesvolle filmacteur in Hongkong sinds de jaren 1990. Zijn filmdoorbraak was Running Out of Time uit 1999. Voor zijn rol in Infernal Affairs 3 won hij de Golden Horse Award in 2004. Voor het westen is hij vooral bekend vanwege zijn rol in the House of Flying Daggers.
Voor zijn loopbaan heeft hij een oeuvreprijs gekregen in 2005. Op dat moment had hij in een tijdbestek van twintig jaar een boxoffice record van meer dan 1,7 miljard Hongkongse dollar aan inkomsten gerealiseerd (1.733.275.816 Hongkongse dollar) en was hij in 108 speelfilms verschenen. Nummers twee en drie waren respectievelijk acteur Stephen Chow (1.317.452.311) en Jackie Chan (894.090.962 Hongkongse dollar)

## Muziekcarrière
Zijn muzikale carrière begon in 1985, maar zijn roem steeg vanaf de jaren 90 van de vorige eeuw. Bijna jaarlijks brengt hij een muziek-cd uit. Hij is een van de succesvolste Chinese musici, die een mix van liedjes in zowel het Kantonees als in het Mandarijn uitbrengt. Andy Lau vormt samen met Jacky Cheung, Aaron Kwok en Leon Lai de vier koningen van de cantopop ofwel the Cantopop Four Heavenly Kings (四大天王 Cantonese: sêi daài tïn wong, Pinyin: sì dà tiān wáng).
Behalve een veelzijdige zanger, schrijft Lau ook veel van zijn songteksten en componeert hij veel. De meest bekende hits in Hongkong van Lau zijn 一起走過的日子 (The Days We Passed Together), 愛不完 (Neverending Love), 潮水 (The Tide), 忘情水 (Forget Love Potion), 中國人 (Chinese People), 笨小孩 (Stupid Child), 愛你一萬年 (Love You Forever (lit. Love You For 10,000 Years)), 你是我的女人 (You Are My Woman), 暗裡著迷.

## Overige carrière
Lau treedt op in reclamespotjes voor kledingmerken en frisdrankfabrikanten. Ook is hij een vertegenwoordiger voor voorlichtingsspotjes voor de overheid.

## Prijzen
Lau heeft veel prijzen gewonnen en staat in het Guinness Book of Records te boek als cantopopartiest met de meeste aantal prijzen. In 2000 stond de teller op 292 prijzen en hij heeft sinds 1992 179 concerten gehouden.

## Belangrijke films
| Jaar | Engelse titel                                      | Chinese titel              | Functie                               |
| ---- | -------------------------------------------------- | -------------------------- | ------------------------------------- |
| 1982 | Once Upon a Rainbow                                | 彩雲曲                     | Cameo                                 |
| 1982 | Boat People                                        | 投奔怒海                   | Acteur                                |
| 1983 | On the Wrong Track                                 | 毀滅號地車                 | Acteur                                |
| 1983 | The Home at Hong Kong                              | 家在香港                   | Acteur                                |
| 1984 | Everlasting Love                                   | 停不了的愛                 | Acteur                                |
| 1984 | Shanghai 13                                        | 上海灘十三太保             | Cameo                                 |
| 1985 | The Unwritten Law                                  | 法外情                     | Acteur                                |
| 1985 | Twinkle, Twinkle Lucky Stars                       | 夏日福星                   | Cameo                                 |
| 1986 | The Magic Crystal                                  | 魔翡翠                     | Acteur                                |
| 1986 | Lucky Stars Go Places                              | 最佳福星                   | Acteur                                |
| 1987 | Rich and Famous                                    | 江湖情                     | Acteur                                |
| 1987 | Sworn Brothers                                     | 肝膽相照                   | Acteur                                |
| 1987 | Tragic Hero                                        | 英雄好漢                   | Acteur                                |
| 1988 | As Tears Go By                                     | 旺角卡門                   | Acteur                                |
| 1988 | The Crazy Companies                                | 最佳損友                   | Acteur                                |
| 1988 | The Crazy Companies II                             | 最佳損友闖情關             | Acteur                                |
| 1988 | The Dragon Family                                  | 龍之家族                   | acteur                                |
| 1988 | In the Blood                                       | 神探父子兵                 | acteur                                |
| 1988 | Lai Shi, China's Last Eunuch                       | 中國最後一個太監           | Cameo                                 |
| 1988 | The Romancing Star II                              | 精裝追女仔II               | Acteur                                |
| 1988 | Three Against the World                            | 群龍奪寶                   | Acteur                                |
| 1988 | The Truth                                          | 法內情                     | Acteur                                |
| 1988 | Walk on Fire                                       | 獵鷹計劃                   | Acteur                                |
| 1989 | Bloody Brotherhood                                 | 同根生                     | Acteur                                |
| 1989 | Casino Raiders                                     | 至尊無上                   | Acteur                                |
| 1989 | China White                                        | 轟天龍虎會                 | Acteur                                |
| 1989 | City Kids 1989                                     | 人海孤鴻                   | Acteur                                |
| 1989 | Crocodile Hunter                                   | 專釣大鱷                   | Acteur                                |
| 1989 | The First Time Is the Last Time                    | 第一繭                     | Acteur                                |
| 1989 | God of Gamblers                                    | 賭神                       | Acteur                                |
| 1989 | Little Cop                                         | 小小小警察                 | Cameo                                 |
| 1989 | Long Arm of the Law Part 3                         | 省港旗兵3                  | Acteur                                |
| 1989 | News Attack                                        | 神行太保                   | Acteur                                |
| 1989 | Perfect Match                                      | 最佳男朋友                 | Acteur                                |
| 1989 | Proud and Confident                                | 傲气雄鹰                   | Acteur                                |
| 1989 | The Romancing Star III                             | 精裝追女仔之3狼之一族      | Acteur                                |
| 1989 | Runaway Blues                                      | 飆城                       | Acteur                                |
| 1989 | Stars and Roses                                    | 愛人同志                   | Acteur                                |
| 1989 | The Truth - Final Episode                          | 法內情大結局               | Acteur                                |
| 1990 | Days of Being Wild                                 | 阿飛正傳                   | Acteur                                |
| 1990 | Dragon in Jail                                     | 獄中龍                     | Acteur                                |
| 1990 | The Fortune Code                                   | 富貴兵團                   | Acteur                                |
| 1990 | Gangland Odyssey                                   | 義膽雄心                   | Acteur                                |
| 1990 | God of Gamblers II                                 | 賭俠                       | Acteur                                |
| 1990 | A Home Too Far                                     | 異域                       | Acteur                                |
| 1990 | Island of Fire                                     | 火烧岛                     | Acteur                                |
| 1990 | Kawashima Yoshiko                                  | 川島芳子                   | Acteur                                |
| 1990 | Kung Fu VS Acrobatic                               | 摩登如來神掌               | Acteur                                |
| 1990 | A Moment of Romance                                | 天若有情                   | Acteur                                |
| 1990 | No Risk, No Gain (Casino Raiders - The Sequel)     | 至尊計狀元才               | Acteur                                |
| 1990 | Return Engagement                                  | 再戰江湖                   | Acteur                                |
| 1991 | The Banquet                                        | 豪門夜宴                   | Cameo                                 |
| 1991 | Casino Raiders II                                  | 至尊無上II之永霸天下       | acteur                                |
| 1991 | Dances with Dragon                                 | 與龍共舞                   | acteur                                |
| 1991 | Don't Fool Me                                      | 中環英雄                   | acteur                                |
| 1991 | Hong Kong Godfather                                | 衝擊天子門生               | acteur                                |
| 1991 | The Last Blood                                     | 驚天十二小時               | acteur                                |
| 1991 | Lee Rock                                           | 五億探長雷洛傳             | acteur                                |
| 1991 | Lee Rock II                                        | 五億探長雷洛傳II之父子情仇 | acteur                                |
| 1991 | Saviour of the Soul                                | 九一神雕侠侣               | acteur uitvoerend producent           |
| 1991 | The Tigers                                         | 五虎將之決裂               | acteur                                |
| 1991 | Tricky Brains                                      | 整蠱專家                   | acteur                                |
| 1991 | Zodiac Killers                                     | 極道追踪                   | acteur                                |
| 1992 | Casino Tycoon                                      | 賭城大亨之新哥傳奇         | acteur                                |
| 1992 | Casino Tycoon 2                                    | 賭城大亨II之至尊無敵       | acteur                                |
| 1992 | Gameboy Kids                                       | 機Boy小子之真假威龍        | acteur uitvoerend producent           |
| 1992 | Gun n' Rose                                        | 龍騰四海                   | acteur                                |
| 1992 | Handsome Siblings                                  | 絕代雙驕                   | acteur                                |
| 1992 | Moon Warriors                                      | 戰神傳說                   | acteur uitvoerend producent           |
| 1992 | The Prince of Temple Street                        | 廟街十二少                 | acteur                                |
| 1992 | Saviour of the Soul II                             | 九二神鵰之痴心情長劍       | acteur uitvoerend producent           |
| 1992 | The Sting                                          | 俠聖                       | acteur                                |
| 1992 | What a Hero!                                       | 嘩！英雄                   | acteur                                |
| 1993 | Days of Tomorrow                                   | 天長地久                   | acteur producent uitvoerend producent |
| 1993 | Future Cops                                        | 超級學校霸王               | acteur                                |
| 1993 | Come Fly the Dragon                                | 反斗马骝                   | acteur                                |
| 1993 | Perfect Exchange                                   | 至尊三十六計之偷天換日     | acteur                                |
| 1994 | Drunken Master II                                  | 醉拳II                     | Cameo                                 |
| 1994 | Drunken Master III                                 | 醉拳III                    | acteur                                |
| 1994 | A Taste of Killing and Romance                     | 殺手的童話                 | acteur                                |
| 1994 | The Three Swordsmen                                | 刀劍笑                     | acteur                                |
| 1994 | Tian Di                                            | 天與地                     | acteur producent uitvoerend producent |
| 1995 | The Adventurers                                    | 大冒險家                   | acteur                                |
| 1995 | Full Throttle                                      | 烈火戰車                   | acteur                                |
| 1995 | Pocahontas                                         | 風中奇緣                   | stemacteur                            |
| 1996 | What a Wonderful World                             | 奇異旅程之真心愛生命       | acteur                                |
| 1996 | A Moment of Romance III                            | 天若有情之烽火佳人         | acteur                                |
| 1996 | Shanghai Grand                                     | 新上海灘                   | acteur                                |
| 1996 | Thanks for Your Love                               | 1/2次同床                  | acteur producent uitvoerend producent |
| 1997 | Armageddon                                         | 天地雄心                   | acteur                                |
| 1997 | Cause We Are So Young                              | 求戀期                     | Cameo                                 |
| 1997 | Made in Hong Kong                                  | 香港製造                   | producent uitvoerend producent        |
| 1997 | Island of Greed                                    | 黑金                       | acteur                                |
| 1998 | A True Mob Story                                   | 龍在江湖                   | acteur                                |
| 1998 | The Conman                                         | 賭俠1999                   | acteur                                |
| 1998 | The Longest Summer                                 | 去年煙花特別多             | producent                             |
| 1999 | Fascination Amour                                  | 愛情夢幻號                 | acteur                                |
| 1999 | Prince Charming                                    | 黑馬王子                   | acteur                                |
| 1999 | The Conmen in Vegas                                | 賭俠大戰拉斯維加斯         | acteur                                |
| 1999 | Century of the Dragon                              | 龍在邊緣                   | acteur                                |
| 1999 | Running Out of Time                                | 暗戰                       | Acteur                                |
| 2001 | Love on a Diet                                     | 瘦身男女                   | Acteur                                |
| 2002 | Infernal Affairs                                   | 無間道                     | Acteur                                |
| 2002 | Golden Chicken                                     | 金雞                       | Cameo                                 |
| 2003 | Cat And Mouse                                      | 老鼠愛上貓                 | Acteur                                |
| 2003 | Infernal Affairs III                               | 無間道III: 終極無間        | Acteur                                |
| 2003 | Golden Chicken 2                                   | 金雞2                      | Acteur                                |
| 2004 | Magic Kitchen                                      | 魔幻廚房                   | Acteur                                |
| 2004 | Jiang Hu                                           | 江湖                       | Acteur                                |
| 2004 | McDull, Prince de la Bun                           | 麥兜．菠蘿油王子           | Stem                                  |
| 2004 | House of Flying Daggers                            | 十面埋伏                   | Acteur                                |
| 2004 | Yesterday Once More                                | 龍鳳鬥                     | Acteur                                |
| 2004 | A World Without Thieves                            | 天下無賊                   | Acteur                                |
| 2005 | Wait 'Til You're Older                             | 童夢奇緣                   | Acteur                                |
| 2005 | All About Love                                     | 再說一次我愛你             | Acteur, Producent                     |
| 2006 | I'll Call You                                      | 得閒飲茶                   | Cameo                                 |
| 2006 | A Battle of Wits                                   | 墨攻                       | Acteur                                |
| 2007 | Protégé                                            | 門徒                       | Acteur                                |
| 2007 | The Warlords                                       | 投名狀                     | Acteur                                |
| 2008 | Three Kingdoms: Resurrection of the Dragon         | 三國．見龍卸甲             | Acteur                                |
| 2009 | Look for a Star                                    | 游龍戲鳳                   | Acteur                                |
| 2009 | The Founding of a Republic                         | 建國大業                   | Cameo                                 |
| 2010 | Future X-Cops                                      | 未來警察                   | Acteur                                |
| 2010 | Detective Dee and the Mystery of the Phantom Flame | 狄仁傑之通天帝國           | Acteur                                |
| 2010 | Gallants                                           | 打擂台                     | uitvoerend producent                  |
| 2011 | Shaolin                                            | 新少林寺                   | Acteur                                |
| 2011 | What Women Want                                    | 我知女人心                 | Acteur uitvoerend producent           |
| 2011 | The Founding of a Party                            | 建黨偉業                   | Cameo                                 |
| 2011 | A Simple Life                                      | 桃姐                       | Acteur uitvoerend producent           |
| 2012 | Cold War                                           | 寒戰                       | Cameo                                 |
| 2013 | Switch                                             | 天機：富春山居圖           | Acteur                                |
| 2013 | Blind Detective                                    | 盲探                       | Acteur                                |
| 2013 | Singing When We're Young                           | 初戀未滿                   | producent                             |
| 2013 | Firestorm                                          | 風暴                       | Acteur producent uitvoerend producent |
| 2014 | Golden Chicken 3                                   | 金雞SSS                    | Cameo                                 |
| 2015 | From Vegas to Macau II                             | 賭城風雲II                 | Cameo                                 |
| 2015 | Lost and Love                                      | 失孤                       | Acteur                                |
| 2015 | Saving Mr. Wu                                      | 解救吾先生                 | Acteur                                |
| 2015 | Our Times                                          | 我的少女時代               | Cameo                                 |
| 2016 | The Bodyguard                                      | 特工爷爷                   | Cameo producent                       |
| 2016 | From Vegas to Macau III                            | 賭城風雲III                | Acteur                                |
| 2016 | Mission Milano                                     | 王牌逗王牌                 | Acteur producent                      |
| 2017 | The Great Wall                                     | 長城                       | Acteur                                |
| 2017 | Shock Wave                                         | 拆彈專家                   | Acteur producent                      |
| 2017 | The Adventurers                                    | 俠盜聯盟                   | Acteur producent                      |
| 2017 | Find Your Voice                                    | 熱血合唱團                 | Acteur producent                      |
| 2017 | Chasing Dragon                                     | 追龍                       | Acteur producent                      |